# Jens Hultén
Jens Charley Hultén es un actor sueco, conocido por interpretar a Seth Rydell en las películas Johan Falk.

## Biografía
Jens habla con fluidez sueco e inglés.

## Carrera
En 2005 dio vida a Torgeir en el episodio "Innan frosten" de la serie Wallander, más tarde volvió a aparecer en la serie en 2009 ahora interpretando a Lindström en "Hämnden".
Ese mismo año apareció en la serie Kommissionen donde interpretó al guardaespaldas Måns en el episodio "Det händer inte här", también apareció en la miniserie Supersnällasilversara och Stålhenrik donde interpretó al entrenador de hockey.
En 2009 obtuvo uno de sus papeles más importantes cuando interpretó por primera vez al gánster Seth Rydell en las películas de Johan Falk: Johan Falk: GSI - Gruppen för särskilda insatser. Papel que ha interpretado hasta la actualidad en las películas: Johan Falk: Vapenbröder (2009), Johan Falk: National Target (2009), Johan Falk: Spelets regler, Johan Falk: De 107 patrioterna, Johan Falk: Alla råns moder, Johan Falk: Organizatsija Karayan, Johan Falk: Barninfiltratören y en Johan Falk: Kodnamn: Lisa todas en el (2012), Johan Falk: Ur askan i elden, Johan Falk: Tyst diplomati, Johan Falk: Blodsdiamanter, Johan Falk: Lockdown y en Johan Falk: Slutet todas en el 2015.
En 2010 se unió al elenco principal de la serie Kommissarie Winter donde interpretó al detective de la policía Fredrik Halders.
En 2011 se unió al elenco de la película de guerra sueca Gränsen (en inglés: "Beyond the Border") donde dio vida al soldado Hangman. Ese mismo año apareció como invitado en un episodio de la serie Anno 1790 donde interpretó al criminal Didriksson.
En 2012 obtuvo un papel secundario en la película Skyfall donde dio vida a uno de los matones de Raoul Silva/Tiago Rodríguez (Javier Bardem), durante una pelea con Bond cae en el lago congelado. La película es la vigesimotercera película de James Bond.
En 2013 dio vida al rey vikingo en la película Gåten Ragnarok.
Ese mismo año apareció como invitado en la serie Der Kommissar und das Meer donde interpretó a Eric Flemberg, anteriormente en 2012 había aparecido por primera vez en la serie dando vida al doctor Berglund durante el episodio "Allein im finsteren Wald".
En 2015 se unido al elenco de la película Mission: Impossible - Rogue Nation donde interpretó al criminal Janik "Bone Doctor" Vinter. La película es la quinta entrega de la película "Mission: Impossible".
Ese mismo año apareció en la película LasseMajas detektivbyrå - Stella Nostra donde dio vida a Grisini.
En el 2017 dio vida al entrenador de hockey sobre hielo Curt "Curre" Lindström en la película sueca 95.

## Filmografía[3][4]

### Películas
| Año  | Título                                                | Personaje      | Notas                                                                                         |
| ---- | ----------------------------------------------------- | -------------- | --------------------------------------------------------------------------------------------- |
| 2018 | Alpha                                                 | Xi             | junto a Kodi Smit-McPhee, Leonor Varela, Natassia Malthe y Jóhannes Haukur Jóhannesson        |
| 2017 | 95                                                    | Curt Lindström | junto a Frida Hallgren, Laura Birn, Oscar Skagerberg, Hannes Suominen y Lauri Tilkanen        |
| 2016 | Hundraettåringen som smet från notan och försvann     | Geddan         | junto a Robert Gustafsson, Iwar Wiklander, David Wiberg y Shima Niavarani                     |
| 2015 | LasseMajas detektivbyrå - Stella Nostra               | Grisini        | junto a Nassim Al Fakir, Hassan Brijany, Noah Dager, Niklas Engdahl y Lukas Holgersson        |
| 2015 | Johan Falk: Slutet                                    | Seth Rydell    | junto a Jakob Eklund, Meliz Karlge, Mårten Svedberg y Mikael Tornving                         |
| 2015 | Johan Falk: Lockdown                                  | Seth Rydell    | junto a Jakob Eklund, Meliz Karlge, Henrik Norlén, Mikael Tornving y Mårten Svedberg          |
| 2015 | Mission: Impossible - Rogue Nation                    | Janik Vinter   | junto a Tom Cruise, Jeremy Renner, Simon Pegg, Ving Rhames y Sean Harris                      |
| 2015 | Johan Falk: Blodsdiamanter                            | Seth Rydell    | junto a Jakob Eklund, Meliz Karlge, Mårten Svedberg y Alexander Karim                         |
| 2015 | Johan Falk: Tyst diplomati                            | Seth Rydell    | junto a Jakob Eklund, Meliz Karlge, Alexandra Rapaporty Mikael Tornving                       |
| 2015 | Johan Falk: Ur askan i elden                          | Seth Rydell    | junto a Jakob Eklund, Meliz Karlge, Mårten Svedberg , Mårten Svedberg y Mikael Tornving       |
| 2015 | Jönssonligan - Den perfekta stöten                    | Krantz         | junto a Alexander Karim, Susanne Thorson, Torkel Petersson y Simon J. Berger                  |
| 2013 | Fjällbackamorden: Strandridaren                       | Torkilsson     | junto a Richard Ulfsäter, Claudia Galli, Tom Ljungman, Annika Hallin y Johanna Lazcano        |
| 2013 | Hundraåringen som klev ut genom fönstret och försvann | Gäddan         | junto a Robert Gustafsson, Iwar Wiklander, David Wiberg, Mia Skäringer y Bianca Cruzeiro      |
| 2013 | Gåten Ragnarok                                        | Vikingo        | junto a Pål Sverre Hagen, Nicolai Cleve Broch, Bjørn Sundquist, Sofia Helin y Terje Strømdahl |
| 2013 | Johan Falk: Kodnamn: Lisa                             | Seth Rydell    | junto a Jakob Eklund, Joel Kinnaman, Meliz Karlge, Mikael Tornving y Mårten Svedberg          |
| 2012 | Skyfall                                               | Asesino        | junto a Daniel Craig, Judi Dench, Javier Bardem, Ralph Fiennes y Ben Whishaw                  |
| 2012 | Johan Falk: Barninfiltratören                         | Seth Rydell    | junto a Jakob Eklund, Joel Kinnaman, Meliz Karlge, Mårten Svedberg y Mikael Tornving          |
| 2012 | Johan Falk: Organizatsija Karayan                     | Seth Rydell    | junto a Jakob Eklund, Joel Kinnaman, Meliz Karlge, Mårten Svedberg y Mikael Tornving          |
| 2012 | Johan Falk: Alla råns moder                           | Seth Rydell    | junto a Jakob Eklund, Joel Kinnaman, Meliz Karlge, Mårten Svedberg y Mikael Tornving          |
| 2012 | Johan Falk: De 107 patrioterna                        | Seth Rydell    | junto a Jakob Eklund, Joel Kinnaman, Meliz Karlge, Anastasios Soulis y Mikael Tornving        |
| 2012 | Johan Falk: Spelets regler                            | Seth Rydell    | junto a Jakob Eklund, Joel Kinnaman, Meliz Karlge, Mårten Svedberg y Mikael Tornving          |
| 2011 | Gränsen                                               | Pvt. Hagman    | junto a André Sjöberg, Martin Wallström, Henrik Norlén, Antti Reini y Bjørn Sundquist         |
| 2009 | Johan Falk: National Target                           | Seth Rydell    | junto a Jakob Eklund, Joel Kinnaman, Meliz Karlge, Mikael Tornving y Jaqueline Ramel          |
| 2009 | Johan Falk: Vapenbröder                               | Seth Rydell    | junto a Jakob Eklund, Joel Kinnaman, Meliz Karlge Martin Wallström y Mikael Tornving          |
| 2009 | Johan Falk: GSI-Gruppen för särskilda insatser        | Seth Rydell    | junto a Jakob Eklund, Joel Kinnaman, Meliz Karlge, Martin Wallström y Henrik Norlén           |
| 2008 | Irene Huss - Guldkalven                               | John           | junto a Angela Kovács, Reuben Sallmander, Mikaela Knapp, Felicia Löwerdahl y Lars Brandeby    |

### Series de televisión
| Año             | Título                               | Personaje            | Notas                                |
| --------------- | ------------------------------------ | -------------------- | ------------------------------------ |
| 2018 - presente | Conspiracy of Silence                | -                    | -                                    |
| 2017            | Hassel                               | Leon Forsberg        | 6 episodios                          |
| 2013            | Talking to the Dead                  | Lev                  | 2 episodios                          |
| 2013            | Der Kommissar und das Meer           | Eric Flemberg        | 2 episodios                          |
| 2011            | Anno 1790                            | Didriksson           | episodio "Godafton, vackra mask"     |
| 2010            | Kommissarie Winter                   | Det. Fredrik Halders | 8 episodios                          |
| 2009            | Morden                               | Det. Theo Koders     | 6 episodios - miniserie              |
| 2009            | De halvt dolda                       | Henrik (adulto)      | episodio "Del 4" - miniserie         |
| 2009            | Wallander                            | Lindström            | episodio "Hämnden"                   |
| 2008            | Oskyldigt dömd                       | Tore                 | episodio # 1.5                       |
| 2008            | Sthlm                                | Skötaren             | episodio "Johan"                     |
| 2007            | Höök                                 | Johan Ek             | 11 episodios                         |
| 2006            | Beck                                 | Frank Boder          | episodio "Gamen"                     |
| 2005            | Lasermannen                          | Bure                 | episodio # 1.2 - miniserie           |
| 2005            | Kommissionen                         | Måns                 | episodio "Det händer inte här"       |
| 2004 - 2005     | Graven                               | Det. Theo Koders     | 8 episodios - miniserie              |
| 2005            | Supersnällasilversara och Stålhenrik | Entrenador           | episodio # 1.2 - miniserie           |
| 2004            | Ørnen: En krimi-odyssé               | Gösta                | episodio "Kodenavn: Nemesis - Del 7" |
| 2003            | Skeppsholmen                         | Vecino               | episodio # 2.8                       |
| 2001            | Kommissarie Winter                   | Vikingsson           | episodio "Dans med en ängel - Del 2" |
| 2001            | Nya tider                            | Roffe Sohlman        | 2 episodios                          |
| 1999            | Ett litet rött paket                 | Svante               | episodio "Brustna hjärtan"           |
| 1999            | Insider                              | Vakt Nanotech        | 5 episodios - miniserie              |
| 1998            | S:t Mikael: Traumaenheten            | Jonny Dahlman        | 2 episodios                          |
| 1997            | Skilda världar                       | Pierre               | 2 episodios                          |
| 1997            | Emma åklagare                        | Ola Holmberg         | episodio "Yrke: prostituerad"        |

### Teatro
| Año  | Obra    | Personaje | Director       | Teatro       | Notas |
| ---- | ------- | --------- | -------------- | ------------ | ----- |
| 2016 | Macbeth | -         | Stefan Larsson | Maximteatern | -     |